# Toshiba
Toshiba Corporation (株式会社東芝, Kabushiki-gaisha Tōshiba) is een Japans elektronicabedrijf. Het behoort tot de top van de grootste fabrikanten van elektrische en elektronische apparaten ter wereld, en de grootste halfgeleiderfabrikant van Japan. Het hoofdkantoor staat in Tokio.

## Geschiedenis
In 1875 werd Tanaka Seizo-sho, een van de eerste fabrikanten van telegrafische apparatuur in Japan. Dit bedrijf werd opgericht door Hisashige Tanaka (1799-1881). Onder de naam Shibaura Seisaku-sho groeide het bedrijf uit tot een van de grootste fabrikanten van zware elektrische apparaten in Japan. In 1890 werd Hakunetsu-sha & Co., Ltd. opgericht, het maakte aanvankelijk vooral elektrische gloeilampen maar later kwamen daar meer consumentenproducten bij. In 1899 werd het bedrijf omgedoopt tot Tōkyō Denki.
Toshiba ontstond in 1939 uit het samengaan van de elektrotechniekfirma deze twee bedrijven. De nieuwe onderneming heette Tōkyō Shibaura Denki, maar werd vooral bekend onder de afkorting Tōshiba. Pas in 1978 werd dit de officiële naam van het bedrijf. De Kanjitekens "tō-shiba" betekenen ook "tō" – oosten, "shiba" – een magische plant.
De groep expandeerde zowel door eigen groei als door overnames, onder andere op het gebied van de zware industrie in de jaren 1940 en '50. Later werden belangrijke dochterondernemingen opgericht als Toshiba EMI (1960), Toshiba Electrical Equipment (1974), Toshiba Chemical (1974), Toshiba Lighting and Technology (1989) en Toshiba Carrier Corporation (1999).

### Overname Westinghouse
In oktober 2006 kocht Toshiba voor US$ 5,4 miljard Westinghouse Electric Company. Westinghouse had in 2005 een omzet van US$ 1,9 miljard en behaalde een marginale winst. Na de overname werden de nucleaire activiteiten binnen Toshiba driemaal groter. Toshiba is vooral bekend met kokendwaterreactoren (BWR) en heeft een goede positie in Japan terwijl Westinghouse wereldwijd actief is met drukwaterreactoren (PWR). De markt was eindelijk herstellende na de grote ongelukken met kerncentrales in Pennsylvania (1979) en Tsjernobyl (1986). De vooruitzichten waren zo gunstig dat er zelfs gesproken werd van een nucleaire renaissance. De opleving kwam echter ten einde na de kernramp van Fukushima in 2011. In maart 2017 moest Westinghouse bescherming aanvragen tegen haar schuldeisers en heeft surseance van betaling aangevraagd.

#### Overname Stone & Webster
In 2015 nam Westinghouse het bedrijfsonderdeel Stone & Webster over van Chicago Bridge & Iron. De overnamesom was US$ 230 miljoen. Stone & Webster en Westinghouse werken samen aan twee nieuwe kerncentrales in de Verenigde Staten, de V.C. Summer centrale in South Carolina en de Alvin W. Vogtle centrale in Georgia. Beide projecten lopen achter op de planning en de kosten zijn ook hoger dan verwacht. In december 2016 maakte Toshiba bekend dat hierdoor een grote voorziening noodzakelijk is. Na het grote verlies in 2016 is de solvabiliteit van Toshiba al gedaald naar een zorgwekkend niveau en kan door de problemen rond Stone & Webster verder verslechteren. Op 14 februari 2017 schreef Toshiba € 5,9 miljard (ruim 700 miljard yen) af op de nucleaire divisie. Toshiba zal mede hierdoor haar boekjaar 2016/17 afsluiten met een nettoverlies van ruim € 3 miljard en een negatief eigen vermogen.

### Boekhoudschandaal
In juli 2015 kwam een boekhoudschandaal naar boven. Vanaf 2008 had het bedrijf de winst met 152 miljard yen, circa US$ 1,2 miljard, te hoog vastgesteld. Dit bedrag correspondeert met 30% van de winst voor belastingen in deze zeven jaar. Uit een onderzoek bleek dat de bedrijfsleiding onrealistische winstdoelen stelde die alleen gehaald konden worden als de inkomsten gunstiger en de kosten lager werden voorgesteld dan boekhoudkundige verantwoord was. Toshiba overweegt bedrijfsonderdelen, financiële deelnemingen en vastgoed te verkopen om het gat in de financiën te dichten en ook zal tijdelijk geen dividend worden uitgekeerd. Op 30 juli waren negen topbestuurders naar aanleiding van het schandaal opgestapt en de zittende bestuurders hebben een forse salarisverlaging gekregen. Toshiba staat bekend op zijn goede corporate governance. Dit is het grootste Japanse boekhoudschandaal sinds 2011, toen moest Olympus Corporation US$ 1,7 miljard aan verliezen nemen nadat ook daar boekhoudfraude was geconstateerd. Op 7 september 2015 rapporteerde Toshiba gecorrigeerde cijfers. In totaal werd de winst over de betreffende jaren met 110 miljard yen in totaal naar beneden bijgesteld.
In december 2015 meldde Toshiba het lopende boekjaar af te sluiten met een recordverlies van 550 miljard yen (circa € 4,2 miljard). De helft van dit bedrag is een gevolg van een grote reorganisatie waarbij zo’n 10.600 banen verdwijnen. Deels gaan deze banen over naar een nieuwe eigenaar wanneer er kopers voor de bedrijfsactiviteiten worden gevonden. Vooral bij de bedrijfsonderdelen voor televisie’s en personal computer’s wordt flink gesaneerd. Toshiba zal de verkoop van consumentenlaptops in Europa staken en deze alleen nog verkopen in de Verenigde Staten en Japan.

### Verkoop activiteiten
In maart 2016 kocht Canon de medische divisie van Toshiba voor € 5,3 miljard. Toshiba kwam in financiële problemen na het boekhoudschandaal en met de verkoop kan het bedrijf schulden aflossen en de solvabiliteit verbeteren.
In juni 2017 werden de kopers van het bedrijfsonderdeel Electronic Devices & Components van Toshiba bekendgemaakt. Toshiba is een van de grootste fabrikanten van flashgeheugenchips ter wereld. De verkoop was noodzakelijk vanwege grote financiële problemen bij het nucleaire bedrijfsonderdeel. Er waren diverse partijen geïnteresseerd, maar het plan van een consortium van Japanse en Koreaanse bedrijven en de Amerikaanse private-equity-investeerder Bain Capital was het meest aantrekkelijk. Zij boden 2,1 biljoen yen (ongeveer € 17 miljard) voor de chipsactiviteiten. De Amerikaanse partner van Toshiba, Western Digital, stapte naar de rechter om de verkoop te blokkeren. Toshiba heeft de verkoop aan Bain Capital en partners doorgezet en neemt hierbij het risico dat de rechter Western Digital uiteindelijk gelijk geeft. Op 20 september 2017 werd de verkoop afgerond.
Medio 2018 maakte Toshiba de verkoop bekend van het bedrijfsonderdeel dat personal computers maakt aan Sharp. Toshiba verkoopt zo'n 80% van de aandelen voor € 31 miljoen. De computer verkopen staan onder zware druk, in 2011 verkocht Toshiba zo’n 17,7 miljoen pc's maar in 2017 was dit gedaald naar circa 1,5 miljoen stuks. Sharp wordt met deze transactie weer actief in een markt waar het zich zo'n acht jaar geleden uit terug heeft getrokken.
In november 2021 maakte het bedrijf bekend de activiteiten te willen gaan splitsen. Er zou een nieuwe aparte onderneming komen waarin de energie en infrastructurele werken zouden worden geconcentreerd en een tweede zou zich volledig richten op de elektronica (devices). In Toshiba zou het 40%-belang van halfgeleiderproducent Kioxia achterblijven, met het doel dit belang te verkopen en de opbrengst uit te keren aan de aandeelhouders. In februari 2022 werden de plannen aangepast, alleen de elektronica-activiteiten zouden  worden afgesplitst. Verder zouden Toshiba Tec Corporation, de lift- en lichtactiviteiten worden verkocht. Verder wilde het bedrijf 300 miljard yen (ca. US$ 2,6 miljard) teruggeven aan de aandeelhouders terwijl dit in het oude plan nog 100 miljard yen was. Als meer dan de helft van de aandeelhouders hiermee instemt, dan wordt het plan uitgevoerd voor maart 2024. Op 24 maart 2022 werd echter bekendgemaakt dat de aandeelhouders van het bedrijf tegen de opsplitsing hebben gestemd.
In augustus 2023 heeft Japan Industrial Partners (JIP) een bod gedaan op alle aandelen Toshiba die het nog niet in handen had. JIP bood 4620 yen per aandeel en de aandeelhouders hadden tot 20 september de tijd hierop in te gaan. Op 20 september 2023 had JIP twee derde van de aandelen in handen. JIP kan nu de aandeelhouders die nog niet op het bod zijn ingegaan dwingen de aandelen Toshiba te verkopen. In december 2023 zal dan de beursnotering van het bedrijf worden beëindigd.

## Activiteiten
Toshiba is een internationaal bedrijf en 60% van de omzet wordt in Japan gerealiseerd.
De activiteiten van het bedrijf zijn verdeeld over vijf bedrijfsonderdelen en een groep overige activiteiten:
- Energy Systems & Solutions
- Infrastructure Systems & Solutions
- Building Solutions
- Electronic Devices & Storage Solutions
- Digital Solutions

De bedrijfsonderdelen zijn allemaal van vergelijkbare omvang gemeten naar de omzet, met uitzondering van Digital Solutions die significant kleiner is dan de rest. Het bedrijfsonderdeel Energy Systems & Solutions levert installaties en componenten voor de opwekking van elektriciteit. Het levert ook producten, waaronder brandstof, en onderhoudsdiensten voor kernenergiecentrales. 

### Producten
Producten van Toshiba zijn: (digitale) kopieermachines, laptops, harde schijven, RAM-geheugen, elektronische onderdelen, televisies, videorecorders, cd- en dvd-spelers en beamers. De meeste producten worden geleverd aan andere bedrijven en slechts een klein deel van de omzet wordt behaald door de directe verkoop aan particulieren.

#### Uitvindingen
De ontwikkelingsafdelingen van Toshiba deden veel belangrijke uitvindingen, waaronder:
- 1921 Elektrische gloeilamp met dubbelgewikkelde gloeidraad
- 1954 Digitale computer TAC; de eerste Japanse radar
- 1959 Transistor-televisie, eerste videoleesapparaat (videorecorder)
- 1967 Postcodeleesmachine
- 1970 Kleurenvideofoon
- 1985 laptopComputer
- 1989 Notebookcomputer
- 1995 dvd-speler
- 1996 Subnotebookcomputer
- 2002 Flexibele 8,4-inch-lcd-kleurendisplay
- 2004 Kleinste harde schijf: 2,16 cm
- 2007 Eerste dynamische volume CT-scanner

### Resultaten
De sprong in de omzet van Toshiba in 2006 en 2007 is mede toe te rekenen aan de overname van Westinghouse. In 2008 werd een zwaar verlies geleden vooral veroorzaakt door de negatieve effecten van de kredietcrisis. De herziene winstcijfers, naar aanleiding van het boekhoudschandaal dat in 2015 bekend werd, staan in de laatste kolom.
In 2016 leed het bedrijf een groot verlies mede door een eenmalige afboeking op de goodwill van 300 miljard yen. Het eigen vermogen daalde hierdoor fors waardoor de solvabiliteit op 12,5% uitkwam. In het boekjaar tot 31 maart 2017 leed het bedrijf een nog groter verlies door een afboeking van 11 miljard dollar op de waarde van Westinghouse en andere nucleaire activiteiten. Het sloot het boekjaar af met een negatief eigen vermogen van US$ 5 miljard. Door de verkoop van activiteiten is het eigen vermogen van Toshiba weer positief geworden. Vanaf 2015 is het bedrijf belangrijk gewijzigd door verkopen van activiteiten en saneringen, het aantal medewerkers is in een periode van vijf jaar gedaald van 188.000 naar 126.000 in het boekjaar tot 31 maart 2020.
| Jaar    | Omzet | Bedrijfsresultaat | Nettoresultaat | Nettoresultaat herzien |
| ------- | ----- | ----------------- | -------------- | ---------------------- |
| 03/2004 | 5293  | 179               | 29             |                        |
| 03/2005 | 5485  | 162               | 46             |                        |
| 03/2006 | 5903  | 223               | 78             |                        |
| 03/2007 | 6682  | 247               | 137            |                        |
| 03/2008 | 7209  | 238               | 127            |                        |
| 03/2009 | 6365  | –233              | –344           | –399                   |
| 03/2010 | 6130  | 118               | –20            | –54                    |
| 03/2011 | 6271  | 239               | 138            | 158                    |
| 03/2012 | 5994  | 203               | 70             | 3                      |
| 03/2013 | 5727  | 198               | 77             | 13                     |
| 03/2014 | 6503  | 291               | 51             | 60                     |
| 03/2015 | 6656  | 170               | –38            |                        |
| 03/2016 | 5667  | –709              | –460           |                        |
| 03/2017 | 4871  | 225               | –966           |                        |
| 03/2017 | 4044  | 45                | –966           |                        |
| 03/2018 | 3948  | 82                | 804            |                        |
| 03/2019 | 3694  | 11                | 1103           |                        |
| 03/2020 | 3390  | –48               | –115           |                        |
| 03/2021 | 3054  | 153               | 114            |                        |